# Георгиу-Деж, Георге
Гео́рге Георги́у-Деж (рум. Gheorghe Gheorghiu-Dej, урожд. Георге Георгиу; 8 ноября 1901, Бырлад, Королевство Румыния — 19 марта 1965, Бухарест, РНР) — румынский политический, государственный и партийный деятель, руководитель Румынии с 1947 и до своей смерти в 1965 году.
Генеральный/первый секретарь ЦК РКП/РРП в 1944—1954 и 1955—1965 годах (в 1954—1955 годах эту должность занимал Георге Апостол). Премьер-министр Румынии в 1952—1955 годах. Председатель Государственного Совета Румынии в 1961—1965 годах.

## Биография

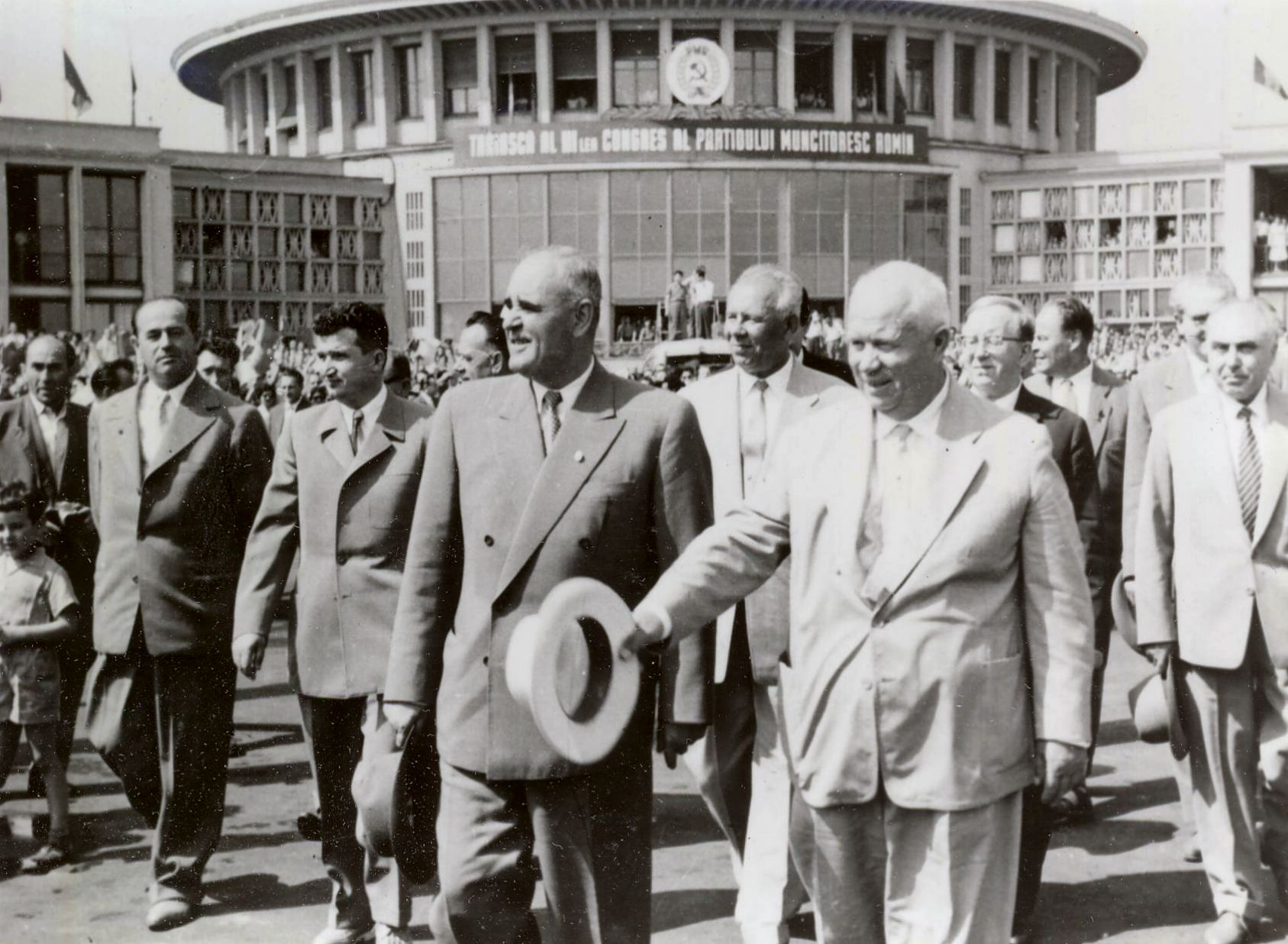
По центру слева направо: Николае Чаушеску (на заднем плане), Георгиу-Деж и Никита Хрущёв в аэропорту Бухареста перед VII съездом РРП, июнь 1960 года

Георге Георгиу-Деж родился 8 ноября 1901 года в городе Бырлад в семье рабочего Тэнасе Георгиу и его жены Аны. 
С 1930 года — член Румынской коммунистической партии (РКП) (в 1948—1965 годах называлась Румынской рабочей партией (РРП)). 
В 1933 году вместе с Давидом Корнером, Константином Донче и другими членами РКП, был осуждён Бухарестским судом за активное участие в забастовке железнодорожников 1933 года. По профессии — железнодорожный электрик. Неоднократно подвергался заключению, позднее возглавил в РКП «тюремную фракцию».
Во время диктатуры Антонеску находился в концлагере Тыргу-Жиу, откуда, согласно официальной биографии, якобы бежал в августе 1944 года вместе с группой соратников (позднее, однако, были опубликованы фотографии освобождённых советскими войсками заключённых, на которых чётко виден как минимум один из «бежавших» — Георге Апостол). Первоначально воспринимался как один из четверых высших партийно-государственных руководителей: наряду  Анной Паукер, Василе Лукой, Теохари Джорджеску. Занял должность генерального секретаря ЦК РКП в 1945 году, но получил полную власть в партии лишь в 1952 году, когда ему удалось снять с должностей Анну Паукер (неофициального лидера партии в послевоенный период) и представителей «московской фракции». 
Во внутренней политике Георгиу-Деж опирался на органы государственной безопасности (Секуритате), бескомпромиссно подавлявшие инакомыслие и вооружённое сопротивление режиму. Также в РНР имелся культ личности Георгиу-Дежа.  
Во внешней политике Георгиу-Деж интегрировал РНР в Организацию Варшавского Договора (ОВД) (1955) и поддержал подавление антикоммунистического восстания в соседней Венгрии (1956), за счёт чего при его правлении взаимоотношения РНР и СССР поначалу были нормальными и даже хорошими. Однако в следующие годы они ухудшились. Связано это было с консервативными, сталинистскими взглядами Георгиу-Дежа. Он осторожно относился к преодолению культа личности Сталина в СССР и реформам  советского лидера Никиты Хрущёва. Ближе к 1960-м годам внешняя политика РНР стала более националистической, что проявилось, например, при требованиях о выводе из РНР советских войск, в итоге произошедшем в 1958 году. Приблизительно тогда же началось постепенное улучшение отношений с США и некоторыми странами Западной Европы. Такую политику поддерживали такие влиятельные члены РРП, как Ион Георге Маурер. В начале 1960-х годов РНР подписала соглашения, позволившие румынским товарам проникнуть на западноевропейские рынки. В 1964 году РРП приняла документ, в рамках которого заявила о том, что каждая коммунистическая партия должна быть полностью независимой, что вместе с непростыми личными взаимоотношениями Георгиу-Дежа и Хрущёва ещё сильнее осложнило румынско-советские отношения. При Георгиу-Деже РНР также имела хорошие отношения с Югославией и КНР, что не вызывало позитивного отношения со стороны советского руководства. Вопреки всему этому РНР оставалась союзником СССР и не порвала с ним, как Албания. 
В экономике при Георгиу-Деже в РНР проводилась весьма интенсивная индустриализация, был достигнут ряд значимых успехов. Так, в начале 1960-х годов РНР начала производить собственные тракторы. Значительные средства из бюджета РНР вливались в развитие химической и других отраслей промышленности. Такая экономическая политика была продиктована стремлением румынского руководства сделать страну менее зависимой от СССР. 
Георге Георгиу-Деж умер 19 марта 1965 года от рака лёгких. В том же 1965 году в рамках IX съезда РРП (19—24 июля) был подвергнут некоторой критике, его культ личности начал сходить на нет, а в стране началась внутриполитическая либерализация.
Изначально Георгиу-Деж был похоронен в мавзолее коммунистических героев в парке Свободы (ныне парк Карол) в Бухаресте. В 1991 году, после румынской революции, его тело было эксгумировано и перезахоронено на кладбище Беллу.
С 1926 по 1933 год Георге Георгиу-Деж был женат на Марии Алексе, в браке с которой у него родились дочери Василика (1928—1987) и Константина (1931—2000).

## Награды
- Дважды Герой Социалистического труда РНР.
- Орден «23 августа» I степени (12 августа 1959)[7]
- Медаль «40 лет со дня основания Коммунистической партии Румынии» (6 мая 1961)[8]

## Увековечение памяти
- С 1956 по 1990 год город Онешти в жудеце Бакэу носил название Георге-Георгиу Деж.
- С 1965 по 1991 год город Лиски в Воронежской области назывался Георгиу-Деж.
- С 1965 по 1994 год Вторая Песчаная улица в Москве называлась улицей Георгиу-Дежа.
- В 1965 и 1966 годах были выпущены почтовые марки СССР и СРР, посвященные Георгиу-Дежу.
- Фонтан на улице Второй Песчаной в Москве носит название «Георгиу-Деж».
- Имя Георге Георгиу-Дежа носил в советские времена Ростовский-на-Дону техникум железнодорожного транспорта.
- Один из танкеров проекта 1552, работавших в НМП, назывался «Георге Георгиу-Деж».

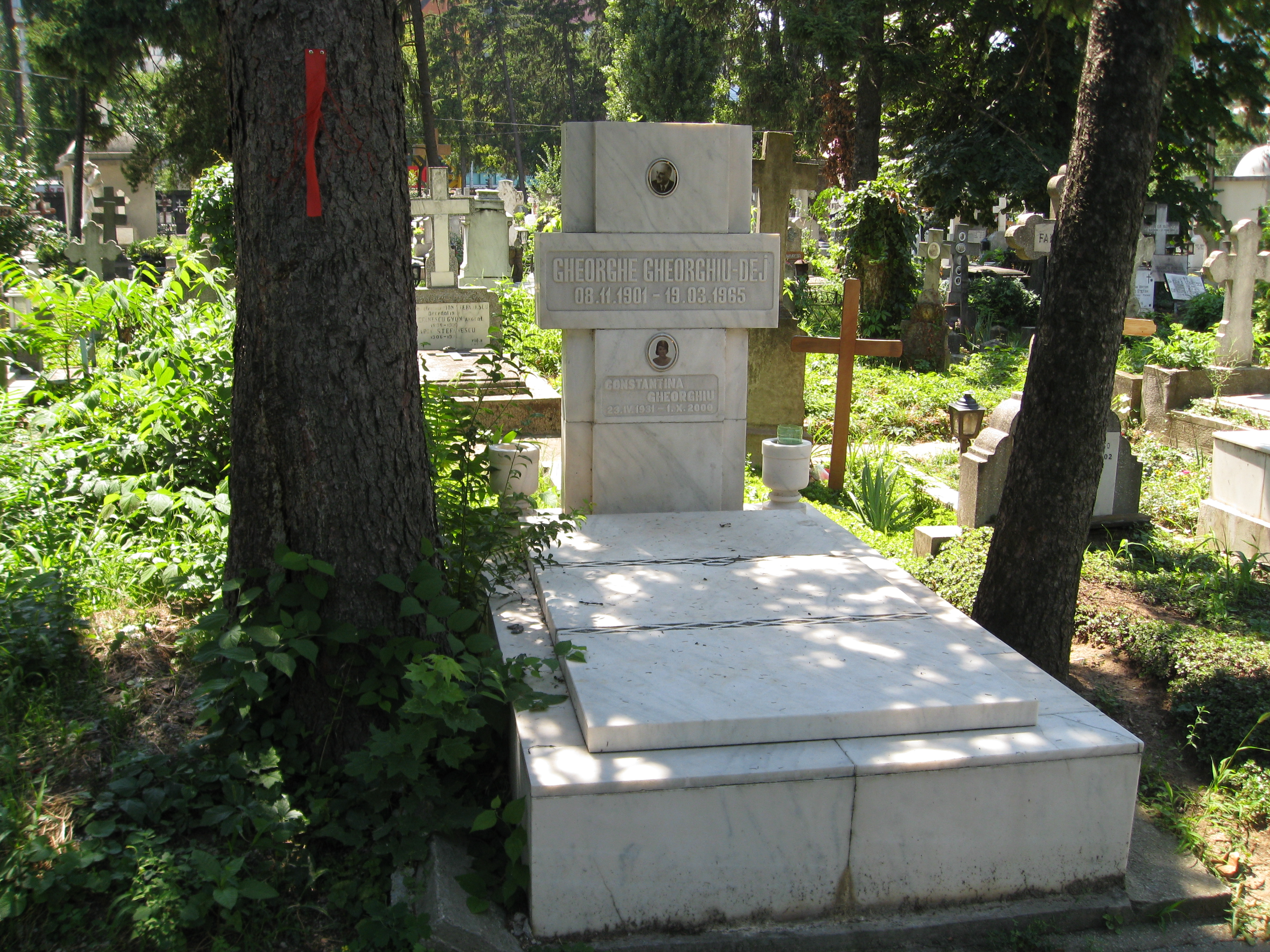
Могила Георгиу-Дежа на кладбище Беллу в Бухаресте.
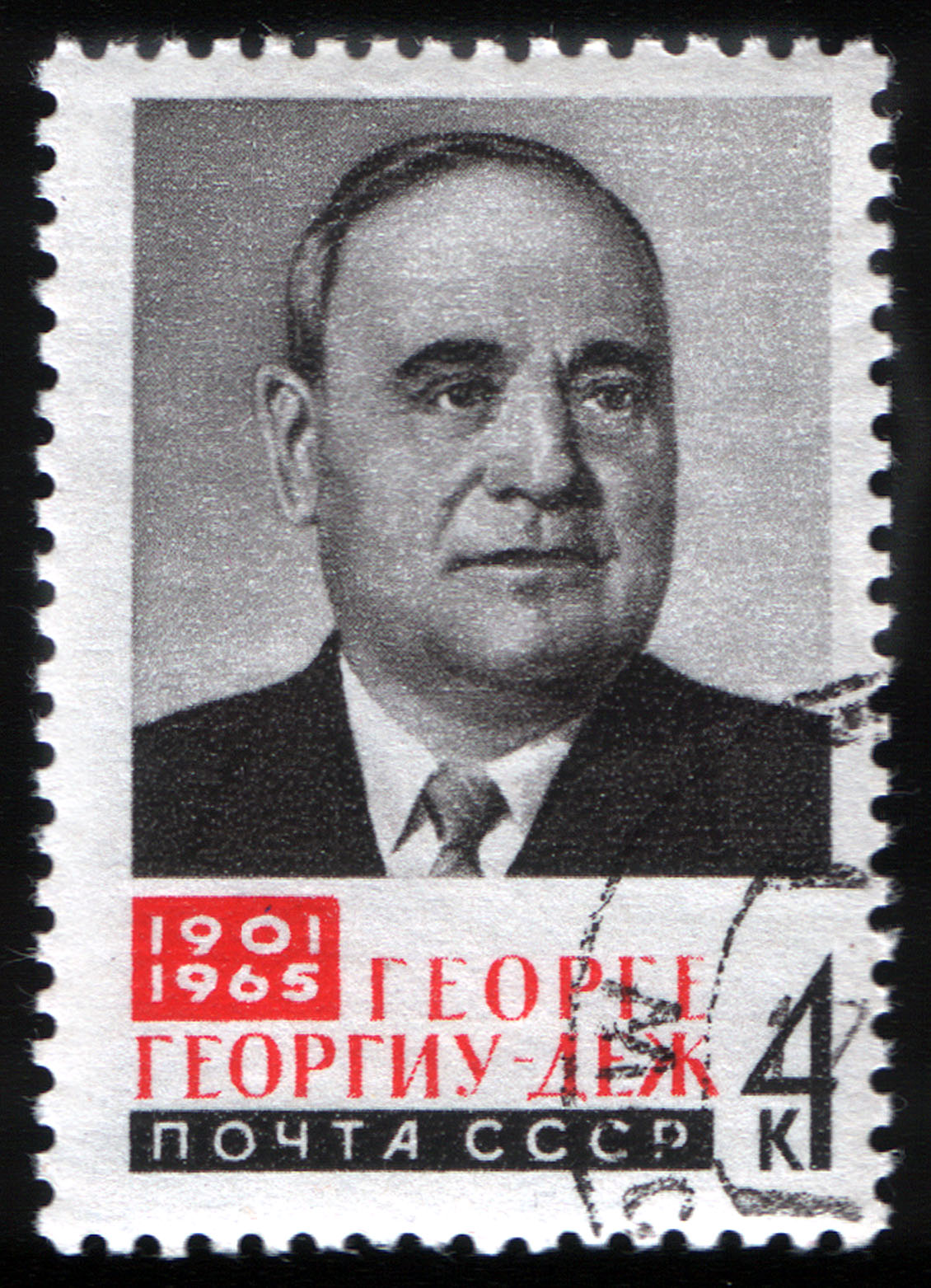
Почтовая марка СССР, посвящённая Георгиу-Дежу, 1965 год, 4 копейки (ЦФА 3213, Скотт 3074).
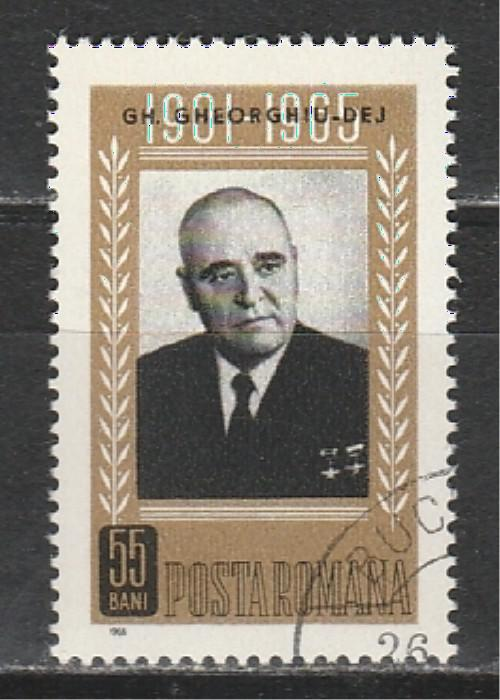
Траурная марка Румынии 1966 года, посвящённая Георгиу-Дежу.